# Birmingham Classic

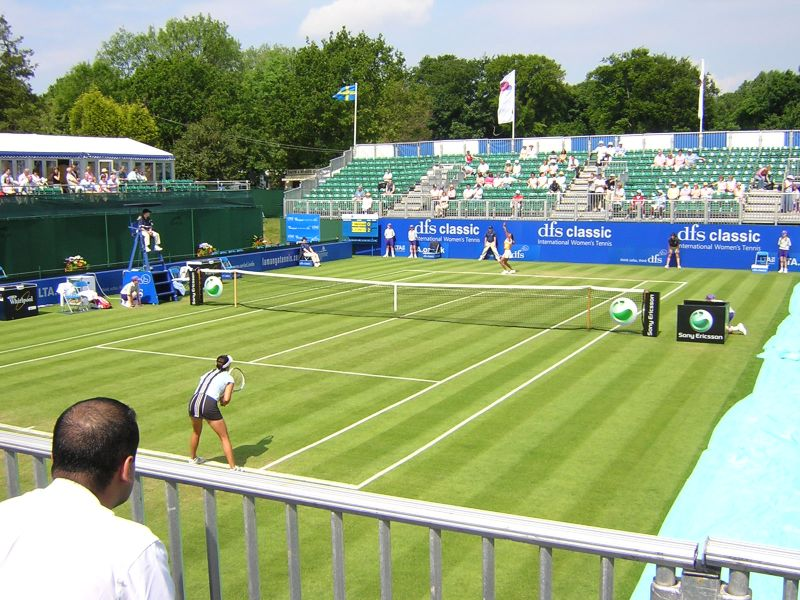
DFS Classic 2005

Birmingham Classic (раніше відомий як DFS Classic) - міжнародний тенісний турнір WTA туру, який проводиться у Бірмінгемі, Велика Британія починаючи з 1982 року, на відкритих трав'яних кортах Edgbaston Priory Club. Його розглядають як розминку перед Вімблонським турніром. Від 2014 належить до прем'єр-серії WTA з призовим фондом близько 890 тисяч доларів і турнірною сіткою, розрахованою на 56 учасниць в одиночному розряді і 16 пар.

## Загальна інформація
Чемпіонат у графстві Західний Мідленд засновано 1982 року як частину червневої трав'яної серії про-туру, підготовчої до Вімблдону. Довгий час приз мав одну з базових категорій туру WTA, але у 2014 році місцеві організатори змогли знайти фінансування для підвищення статусу свого турніру до молодшої прем'єр-серії.
Перші п'ять змагань пройшли на кубок місцевого клубу - Edgbaston Priory Club, а з 1987 року турнір заручився підтримкою компанії Dow Chemical, яка викупила місце титульного спонсора на довгі роки і лише в 2009 році поступилася ним нідерландській страховій компанії AEGON, яка взялася спонсорувати всю британську трав'яну серію.
Переможниці та фіналістки
Найбільше число титулів на турнірі в Бірмінгемі завоювала Лариса Савченко, яка шість разів вигравала його в парному розряді (з них тричі поспіль з Наталією Звєрєвою). Найбільшу кількість титулів в одиночному розряді зібрала американка Пем Шрайвер, чотириразова переможниця турніру. Також чотири рази перемагала в Бірмінгемі Лорі Макніл - по двічі в одиночному і парному розрядах. У парах чотири рази перемагала Кара Блек з Зімбабве (з трьома різними партнерками).

## Фінали

### Одиночний розряд
| Рік  | Чемпіонка                           | Фіналістка                          | Рахунок                             | Назва                               |
| ---- | ----------------------------------- | ----------------------------------- | ----------------------------------- | ----------------------------------- |
| 2024 | Юлія Путінцева                      | Айла Том'янович                     | 6–1, 7–6(10–8)                      |                                     |
| 2023 | Олена Остапенко                     | Барбора Крейчикова                  | 7–6(10–8), 6–4                      | Rothesay Classic                    |
| 2022 | Беатріс Аддад Мая                   | Чжан Шуай                           | 5–4, ret.                           | Rothesay Classic                    |
| 2021 | Унс Джабір                          | Дарія Касаткіна                     | 7–5, 6–4                            | Viking Classic                      |
| 2020 | Не відбувся через пандемію COVID-19 | Не відбувся через пандемію COVID-19 | Не відбувся через пандемію COVID-19 | Не відбувся через пандемію COVID-19 |
| 2019 | Ешлі Барті                          | Юлія Ґерґес                         | 6–3, 7–5                            | Nature Valley Classic               |
| 2018 | Петра Квітова (2)                   | Магдалена Рибарикова                | 4–6, 6–1, 6–2                       | Nature Valley Classic               |
| 2017 | Петра Квітова                       | Ешлі Барті                          | 4–6, 6–3, 6–2                       | Aegon Classic                       |
| 2016 | Медісон Кіз                         | Барбора Стрицова                    | 6–3, 6–4                            | Aegon Classic                       |
| 2015 | Анджелік Кербер                     | Кароліна Плішкова                   | 6–7(5–7), 6–3, 7–6(7–4)             | Aegon Classic                       |
| 2014 | Ана Іванович                        | Барбора Заглавова-Стрицова          | 6–3, 6–2                            | Aegon Classic                       |
| 2013 | Даніела Гантухова                   | Донна Векич                         | 7–6(7–5), 6–4                       | Aegon Classic                       |
| 2012 | Мелані Уден                         | Єлена Янкович                       | 6–4, 6–2                            | Aegon Classic                       |
| 2011 | Сабіне Лісіцкі                      | Даніела Гантухова                   | 6–3, 6–2                            | Aegon Classic                       |
| 2010 | Лі На                               | Марія Шарапова                      | 7–5, 6–1                            | Aegon Classic                       |
| 2009 | Маґдалена Рибарікова                | Лі На                               | 6–0, 7–6(7–2)                       | Aegon Classic                       |
| 2008 | Катерина Бондаренко                 | Яніна Вікмаєр                       | 7–6(9–7), 3–6, 7–6(7–4)             | DFS Classic                         |
| 2007 | Єлена Янкович                       | Марія Шарапова                      | 4–6, 6–3, 7–5                       | DFS Classic                         |
| 2006 | Віра Звонарьова                     | Джамея Джексон                      | 7–6(14–12), 7–6(7–5)                | DFS Classic                         |
| 2005 | Марія Шарапова                      | Єлена Янкович                       | 6–2, 4–6, 6–1                       | DFS Classic                         |
| 2004 | Марія Шарапова                      | Татьяна Головін                     | 4–6, 6–2, 6–1                       | DFS Classic                         |
| 2003 | Магдалена Малеєва                   | Асагое Сінобу                       | 6–1, 6–4                            | DFS Classic                         |
| 2002 | Єлена Докич                         | Анастасія Мискіна                   | 6–2, 6–3                            | DFS Classic                         |
| 2001 | Наталі Тозья                        | Міріам Ореманс                      | 6–3, 7–5                            | DFS Classic                         |
| 2000 | Ліза Реймонд                        | Тамарін Танасугарн                  | 6–2, 6–7(7–9), 6–4                  | DFS Classic                         |
| 1999 | Жулі Алар-Декюжі                    | Наталі Тозья                        | 6–2, 3–6, 6–4                       | DFS Classic                         |
| 1998 | Відмінено через дощ                 | Відмінено через дощ                 | Відмінено через дощ                 | DFS Classic                         |
| 1997 | Наталі Тозья                        | Яюк Басукі                          | 2–6, 6–2, 6–2                       | DFS Classic                         |
| 1996 | Мередіт Макграт                     | Наталі Тозья                        | 2–6, 6–4, 6–4                       | DFS Classic                         |
| 1995 | Зіна Гаррісон-Джексон               | Лорі Макніл                         | 6–3, 6–3                            | DFS Classic                         |
| 1994 | Лорі Макніл                         | Зіна Гаррісон-Джексон               | 6–2, 6–2                            | DFS Classic                         |
| 1993 | Лорі Макніл                         | Зіна Гаррісон-Джексон               | 6–4, 2–6, 6–3                       | DFS Classic                         |
| 1992 | Бренда Шульц                        | Дженні Бернел                       | 6–2, 6–2                            | Dow Classic                         |
| 1991 | Мартіна Навратілова                 | Наташа Звєрєва                      | 6–4, 7–6(8–6)                       | Dow Classic                         |
| 1990 | Зіна Гаррісон                       | Гелена Сукова                       | 6–4, 6–1                            | Dow Classic                         |
| 1989 | Мартіна Навратілова                 | Зіна Гаррісон                       | 7–6, 6–3                            | Dow Classic                         |
| 1988 | Клаудія Коде-Кільш                  | Пем Шрайвер                         | 6–2, 6–1                            | Dow Classic                         |
| 1987 | Пем Шрайвер                         | Лариса Савченко                     | 4–6, 6–2, 6–2                       | Dow Chemical Classic                |
| 1986 | Пем Шрайвер                         | Мануела Малеєва                     | 6–2, 7–6                            | Edgbaston Cup                       |
| 1985 | Пем Шрайвер                         | Бетсі Нагельсен                     | 6–1, 6–0                            | Edgbaston Cup                       |
| 1984 | Пем Шрайвер                         | Енн Вайт                            | 7–6, 6–3                            | Edgbaston Cup                       |
| 1983 | Біллі Джин Кінг                     | Алісія Мултон                       | 6–0, 7–5                            | Edgbaston Cup                       |
| 1982 | Біллі Джин Кінг                     | Розалін Фербанк                     | 6–2, 6–1                            | Edgbaston Cup                       |

### Парний розряд
| Рік                    | Чемпіонки                                      | Фіналістки                            | Рахунок                             | Назва                               |
| ---------------------- | ---------------------------------------------- | ------------------------------------- | ----------------------------------- | ----------------------------------- |
| 2024                   | Сє Шувей Елісе Мертенс                         | Като Мію Чжан Шуай                    | 6–1, 6–3                            |                                     |
| 2023                   | Марта Костюк Барбора Крейчикова                | Сторм Гантер Алісія Паркс             | 6–2, 7–6(9–7)                       | Rothesay Classic                    |
| 2022                   | Людмила Кіченок Олена Остапенко                | Елісе Мертенс Чжан Шуай               | Walkover                            | Rothesay Classic                    |
| 2021                   | Маріє Боузкова Луціє Градецька                 | Унс Джабір Еллен Перес                | 6–4, 2–6, [10–8]                    | Viking Classic                      |
| 2020                   | Не відбувся через пандемію COVID-19            | Не відбувся через пандемію COVID-19   | Не відбувся через пандемію COVID-19 | Не відбувся через пандемію COVID-19 |
| 2019                   | Сє Шувей (2) Барбора Стрицова (2)              | Анна-Лена Гренефельд Демі Схюрс       | 6–4, 6–7(4–7), [10–8]               | Nature Valley Classic               |
| 2018                   | Тімеа Бабош (2) Крістіна Младенович            | Елісе Мертенс Демі Схюрс              | 4–6, 6–3, [10–8]                    | Nature Valley Classic               |
| 2017                   | Ешлі Барті (2) Кейсі Деллаква (2)              | Чжань Хаоцін Чжан Шуай                | 6–1, 2–6, [10–8]                    | Aegon Classic                       |
| 2016                   | Кароліна Плішкова Барбора Стрицова             | Ваня Кінґ Алла Кудрявцева             | 6–3, 7–6(7–1)                       | Aegon Classic                       |
| 2015                   | Гарбінє Мугуруса Карла Суарес Наварро          | Андреа Главачкова Луціє Градецька     | 6–4, 6–4                            | Aegon Classic                       |
| 2014                   | Ракель Копс-Джонс Абігейл Спірс                | Ешлі Барті Кейсі Деллаква             | 7–6(7–1), 6–1                       | Aegon Classic                       |
| ↑ Premier tournament ↑ |                                                |                                       |                                     | Aegon Classic                       |
| 2013                   | Ешлі Барті Кейсі Деллаква                      | Кара Блек Марина Еракович             | 7–5, 6–4                            | Aegon Classic                       |
| 2012                   | Тімеа Бабош Сє Шувей                           | Лізель Губер Ліза Реймонд             | 7–5, 6–7(2–7), [10–8]               | Aegon Classic                       |
| 2011                   | Ольга Говорцова Алла Кудрявцева                | Сара Еррані Роберта Вінчі             | 1–6, 6–1, [10–5]                    | Aegon Classic                       |
| 2010                   | Кара Блек (4) Ліза Реймонд                     | Лізель Губер Бетані Маттек-Сендс      | 6–3, 3–2, RET                       | Aegon Classic                       |
| 2009                   | Кара Блек (3) Лізель Губер (2)                 | Ракель Копс-Джонс Абігейл Спірс       | 6–1, 6–4                            | Aegon Classic                       |
| 2008                   | Кара Блек (2) Лізель Губер                     | Сверін Бремон Вірхінія Руано Паскуаль | 6–2, 6–1                            | DFS Classic                         |
| 2007                   | Чжань Юнжань Чжуан Цзяжун                      | Сунь Тяньтянь Мейлен Ту               | 7–6(7–3), 6–3                       | DFS Classic                         |
| 2006                   | Єлена Янкович Лі На                            | Джил Крейбас Лізель Губер             | 6–2, 6–4                            | DFS Classic                         |
| 2005                   | Даніела Гантухова Аї Сугіяма                   | Елені Даніліду Дженніфер Расселл      | 6–2, 6–3                            | DFS Classic                         |
| 2004                   | Марія Кириленко Марія Шарапова                 | Лайза Макші Мілагрос Секера           | 6–2, 6–1                            | DFS Classic                         |
| 2003                   | Ельс Калленс (3) Мейлен Ту                     | Алісія Молік Мартіна Навратілова      | 7–5, 6–4                            | DFS Classic                         |
| 2002                   | Асагое Сінобу Ельс Калленс (2)                 | Кімберлі По-Моссерлі Наталі Тозья     | 6–4, 6–3                            | DFS Classic                         |
| 2001                   | Кара Блек Олена Лиховцева                      | Кімберлі По-Моссерлі Наталі Тозья     | 6–1, 6–2                            | DFS Classic                         |
| 2000                   | Рейчел Маккіллан Лайза Макші                   | Кара Блек Ірина Селютіна              | 6–3, 7–6(7–3)                       | DFS Classic                         |
| 1999                   | Коріна Мораріу Лариса Нейланд (3)              | Александра Фусаї Інес Горрочатегуї    | 6–4, 6–4                            | DFS Classic                         |
| 1998                   | Ельс Калленс Жулі Алар-Декюжі                  | Ліза Реймонд Ренне Стаббс             | 2–6, 6–4, 6–4                       | DFS Classic                         |
| 1997                   | Катріна Адамс Лариса Нейланд (2)               | Наталі Тозья Лінда Вайлд              | 6–2, 6–3                            | DFS Classic                         |
| 1996                   | Елізабет Смайлі (2) Лінда Вайлд                | Лорі Макніл Наталі Тозья              | 6–3, 3–6, 6–1                       | DFS Classic                         |
| 1995                   | Манон Боллеграф Ренне Стаббс (2)               | Ніколь Брадтке Крістін Редфорд        | 3–6, 6–4, 6–4                       | DFS Classic                         |
| 1994                   | Зіна Гаррісон-Джексон Лариса Нейланд           | Кетрін Барклі Керрі-Енн Г'юз          | 6–4, 6–4                            | DFS Classic                         |
| 1993                   | Лорі Макніл (2) Мартіна Навратілова            | Пем Шрайвер Елізабет Смайлі           | 6–3, 6–4                            | DFS Classic                         |
| 1992                   | Лорі Макніл Ренне Стаббс                       | Сенді Коллінз Елна Райнах             | 5–7, 6–3, 8–6                       | Dow Classic                         |
| 1991                   | Ніколь Провіс Елізабет Смайлі                  | Сенді Коллінз Елна Райнах             | 6–3, 6–4                            | Dow Classic                         |
| 1990                   | Лариса Савченко-Нейланд (3) Наташа Звєрєва (3) | Гретхен Магерс Ліз Грегорі            | 3–6, 6–3, 6–3                       | Dow Classic                         |
| 1989                   | Лариса Савченко (2) Наташа Звєрєва (2)         | Мередіт Макграт Пем Шрайвер           | 7–5, 5–7, 6–0                       | Dow Classic                         |
| 1988                   | Лариса Савченко Наташа Звєрєва                 | Лейла Месхі Світлана Пархоменко       | 6–4, 6–1                            | Dow Classic                         |
| 1987                   | Скасовано через дощ                            | Скасовано через дощ                   | Скасовано через дощ                 | Dow Chemical Classic                |
| 1986                   | Еліз Бергін Розалін Фербанк                    | Елізабет Смайлі Венді Тернбулл        | 6–2, 6–4                            | Edgbaston Cup                       |
| 1985                   | Террі Голледей Шерон Волш-Піт                  | Еліз Бергін Алісія Мултон             | 6–4, 5–7, 6–3                       | Edgbaston Cup                       |
| 1984                   | Леслі Аллен Енн Вайт                           | Барбара Джордан Елізабет Сейєрз       | 7–6, 6–3                            | Edgbaston Cup                       |
| 1983                   | Біллі Джин Кінг Шерон Волш                     | Беверлі Моулд Елізабет Сейєрз         | 6–2, 6–4                            | Edgbaston Cup                       |
| 1982                   | Джо Дьюрі Енн Гоббс                            | Розі Казалс Венді Тернбулл            | 6–3, 6–2                            | Edgbaston Cup                       |